# NGC 3653
NGC 3653 је елиптична галаксија у сазвежђу Лав која се налази на NGC листи објеката дубоког неба.
Деклинација објекта је + 24° 16' 47" а ректасцензија 11h 22m 30,0s. Привидна величина (магнитуда) објекта NGC 3653 износи 13,7 а фотографска магнитуда 14,7. NGC 3653 је још познат и под ознакама MCG 4-27-29, CGCG 126-44, HCG 51C, NPM1G +24.0240, PGC 34905.